# Norvellina perelegantis
Norvellina perelegantis är en insektsart som beskrevs av Ball 1901. Norvellina perelegantis ingår i släktet Norvellina och familjen dvärgstritar. Inga underarter finns listade i Catalogue of Life.